# Jeux panarabes de 1965
Les 4e jeux panarabes ont eu lieu au Caire en Égypte du 2 septembre au 11 septembre 1965. 1 500 athlètes venus de quatorze pays ont participé aux jeux dans treize sports différents.

## Médailles par pays
| Rang | Nation                | Or | Argent | Bronze | Total |
| ---- | --------------------- | -- | ------ | ------ | ----- |
| 1    | République arabe unie | 70 | 37     | 30     | 137   |
| 2    | Irak                  | 9  | 18     | 11     | 38    |
| 3    | Maroc                 | 8  | 3      | 3      | 14    |
| 4    | Liban                 | 3  | 10     | 17     | 30    |
| 5    | Syrie                 | 1  | 7      | 22     | 30    |
| 6    | Soudan                | 1  | 7      | 3      | 11    |
| 7    | Libye                 | 0  | 5      | 8      | 13    |
| 8    | Algérie               | 0  | 3      | 2      | 5     |
| 9    | Palestine             | 0  | 1      | 2      | 3     |
| 10   | Jordanie              | 0  | 0      | 2      | 2     |
| 11   | Yémen                 | 0  | 0      | 0      | 0     |
|      | Koweït                | 0  | 0      | 0      | 0     |
|      | Oman                  | 0  | 0      | 0      | 0     |
|      | Indonésie (invité)    | 0  | 0      | 0      | 0     |